# Bou Mhel el-Bassatine (délégation)
Pour les articles homonymes, voir Bassatine.
Bou Mhel el-Bassatine est une délégation tunisienne dépendant du gouvernorat de Ben Arous.
En 2004, elle compte 27 977 habitants dont 14 265 hommes et 13 712 femmes répartis dans 6 498 ménages et 7 831 logements.